# Phare de La Blanquilla
Le phare de La Blanquilla est un phare actif situé sur l'Île de La Blanquilla, dans les Dépendances fédérales (Antilles vénézuéliennes) au Venezuela.
Le phare appartient à la marine vénézuélienne et il est géré par l'Oficina Coordinadora de Hidrografía y Navegación (Ochina).

## Histoire
Le  phare  est situé sur l'île inhabitée de La Blanquilla qui se trouve à 120 km au nord-ouest de l'île Margarita. Elle fait partie du Parc national Archipiélago de Los Roques et n'est accessible qu'en bateau.

## Description
Ce phare est une tour métallique quadrangulaire à claire-voie, avec une galerie et lanterne de 14 m de haut. Le phare est peint en bandes rouges et blanches. Il émet, à une hauteur focale de 27 m, un  éclat blanc par période de 2,5 secondes. Sa portée est de 16 milles nautiques (environ 30 km) .
Identifiant : ARLHS : VEN-023 - Amirauté : J6476 - NGA : 17014 .

### Lien connexe
- Liste des phares du Vénézuela